# بائگامسان (جئولا)
بائگامسان (به لاتین: Baegamsan) یک کوه در کره جنوبی است که در Jeollanam-do, South Korea واقع شده‌است. بائگامسان ۷۴۲ متر بالاتر از سطح دریا واقع شده‌است.